# 金甲山送信所
金甲山送信所（きんこうざんそうしんしょ）は岡山県玉野市と岡山市南区にまたがる金甲山の山頂に位置する、テレビ放送及びFM放送の送信所。設置されている送信所のうち山陽放送ラジオ（RSKラジオ）FM補完中継局とかつてあったJモバ（NOTTV）、区域外のNHK高松以外は全てが親局であり、岡山・香川両県の放送の中心となる重要な送信所である。
受信世帯数は約75万世帯、送信局数は9局12波といずれも中国・四国地方最大規模。中四国第2位は広島局であるが、広島局が広島県1県のみを対象としているのに対し、この金甲山は岡山県・香川県の2県を対象とし、かつ双方の県庁所在地の大部分を放送区域としている。

## 放送区域
民放各社の地上デジタル放送における、この送信所の電波法に定める放送区域（1mV/m）は岡山県岡山市（中区、東区、南区）、倉敷市、玉野市、瀬戸内市、浅口市、都窪郡早島町、香川県香川郡直島町、綾歌郡宇多津町及び仲多度郡多度津町の全域、並びに岡山市（北区）、笠岡市、総社市、備前市、赤磐市、和気郡和気町、浅口郡里庄町、小田郡矢掛町、香川県高松市、丸亀市、坂出市、善通寺市、さぬき市、三豊市、小豆郡土庄町、小豆島町及び木田郡三木町の各一部、74万4,984世帯である。
なおNHK岡山は、南にあたる香川方向に電波が飛ばないよう指向性がかけられていることから、上記民放の放送区域のうち、香川県善通寺市、さぬき市、三豊市、小豆郡小豆島町、木田郡三木町は全域、綾歌郡宇多津町と仲多度郡多度津町は一部地域を削除した、57万5,544世帯が放送区域となる。上記以外の香川県内の自治体でも、民放に比べると放送区域の範囲は狭くなっている。逆にNHK高松は、北にあたる岡山方向に電波が飛ばないよう、指向性がかけられている。だが、何も障害物のない呉の野呂山では広島局との物理チャンネルが被っていないNHK岡山放送局、KSB瀬戸内海放送が受信可能である。

## 歴史
当初この送信所には、NHK岡山放送局と岡山市に本社を置く岡山県内民放テレビ局・山陽放送（RSK）と岡山放送（OHK。開局当初は「テレビ岡山」）の親局送信所が立地していたが、1979年4月1日に実施された岡山・香川両県の民放テレビジョン相互乗り入れ放送開始、いわゆる瀬戸内準広域圏確立を機に、高松市に本社を置く香川県側の西日本放送（RNC）と瀬戸内海放送（KSB）の2局の親局送信所がここに移転する（それと同時に高松側の本局は瀬戸内海放送については中継所に格下げ、西日本放送については既存の本局を廃止し瀬戸内海放送と同所に新たに中継局を開設した）。さらに1985年10月1日にテレビせとうち（TSC）が開局し、現在に至る。
- 1957年（昭和32年）12月23日 - NHK岡山放送局テレビジョン放送開局（現：総合テレビ）。
- 1958年（昭和33年）6月1日 - 山陽放送（RSK）標準テレビジョン放送開局。
- 1963年（昭和38年）6月29日 - NHK岡山教育テレビジョン放送開局。
- 1964年（昭和39年）4月1日 - NHK岡山FM放送開局。
- 1969年（昭和44年）4月1日 - 岡山放送（OHK）開局。
- 1984年（昭和59年）10月1日 - 瀬戸内海放送（KSB）岡山局新規開局。
- 1985年（昭和60年）10月1日 - テレビせとうち（TSC）開局。
- 1986年（昭和61年）9月17日 - 西日本放送（RNC）高松局移転開局。
- 1999年（平成11年）4月1日 - 岡山エフエム放送（FM岡山）開局。
- 2006年（平成18年）12月1日 - 全局地上デジタルテレビジョン放送開始。
  - 同時にNHK高松放送局の北讃岐中継局開局。
- 2012年（平成24年）7月1日 - マルチメディア放送NOTTV放送開始。
- 2016年（平成28年）6月30日 - NOTTV、放送サービス終了に伴い閉局。
- 2018年（平成30年）3月21日 - 山陽放送ラジオ（RSKラジオ）FM補完中継局（ワイドFM）放送開始。

### 金甲山送信所開局
1950年代後半、日本各地のラジオ局が、ラジオ放送に加えテレビ放送を次々と開始していった。岡山県ではNHK岡山放送局と、民放のRSK山陽放送（当時の愛称は「ラジオ山陽」）の2社が、テレビ放送を開始することになった。
1957年12月23日、NHKはその後の総合テレビにあたる標準テレビ放送を開始。翌年1958年6月1日にRSKも後を追った。ただ両社とも、当時の本社内にテレビジョン放送を放送するためのマスターやスタジオなどを備えていなかったため、金甲山送信所内に仮設のスタジオとマスターを設置し、そこから放送を開始した。
その後NHKは1961年に、RSKは1962年5月1日に完成した新本社にスタジオ、マスターなどのテレビ放送用の施設を移転させ、金甲山送信所は無人化された。
テレビ放送開始にあたり、テレビ送信所の設置場所を決定しなくてはならなかったが、NHK岡山は岡山市の中心部に近い笠井山、そしてRSKは金甲山への設置を想定していた。
NHKが想定する笠井山は、岡山市中心部の北に隣接する標高339.85メートルの山で、標高の低さに加え、位置的にも岡山県内のみをサービスエリアに想定した場所であった。それに対し、RSKの想定する金甲山は、岡山市内を見渡せるばかりか、瀬戸内海に直に面していて、対岸の香川県まで障害物が無く、標高も高かったため、当初から香川県をもサービスエリアに想定した場所だった。そのためRSKは自社の設置案を強く推し、両社とも設置場所は金甲山に決定した。
ただ、RSKが香川県を正式なサービスエリアにすることが出来たのは、放送開始から約21年後の1979年4月1日だった。香川県内への中継局設置はさらに6年後の1985年3月27日だった。
これに対し、NHK岡山は、放送開始から、NHK高松がテレビ放送を開始する1969年3月22日までの約11年間は、香川県を正式なサービスエリアとし、末期には中継局（讃岐白鳥中継局）も設置していた。

### 香川県との相互乗り入れ放送
旧郵政省が1979年4月1日付けで行った「岡山県と香川県の放送対象地域（サービスエリア）の統合」政策により、岡山・高松の民放は相手県に乗り入れて、中継局などを設置することが出来るようになった。ただ、この政策には、「全民放で親局の場所を統一すること」などの条件も盛り込まれていた。そこで、在高各テレビ局のうち、前田山送信所（前田山）に親局を残留させたのはNHK高松のみで、RNCとKSBの親局は、RSKとOHKが既に置局している岡山県の金甲山に移転することになった。
RNCの金甲山新親局は、アンテナ・鉄塔をRSKと共同で使用するもので、当時開局準備を進めていたTSCとの共用局舎建設工事は、1985年3月2日に起工式が行われた。

翌年1986年9月13日には火入れ式が行われ、試験電波の発射を開始、9月17日には本放送を開始、高松市五色台の青峰送信所を廃止、金甲山新親局へ移転した。RNCの場合、民放で唯一、金甲山親局の名称を「高松局」としている。RNCとしては、厳密には青峰旧親局を廃止したわけではなく、「あくまで金甲山新親局への移転」と認識していたためであるが、現在もFPU基地局とラジオのFM補完放送中継局を置き、青峰旧親局付近の土地の所有を続けている。ちなみに1985年3月27日、高松市の前田山に設置したRNCの新中継局は名称を「前田山局」としている。
KSBの金甲山新親局は、局舎・鉄塔・アンテナとも単独で建設し、RNCに先立つ1984年10月1日に放送を開始、前田山は親局送信所から中継局に格下げされた。
なお、NHKおよびRSK・RNCのAMラジオ部門に関しては放送対象地域の変更は無く、岡山・香川各県ごとの県域放送となっており、RSKラジオのFM補完中継局も県域放送の枠組みで認可を受けて、香川県側へのスピルオーバーを抑制している。
岡山県・香川県の放送#岡山・香川両県の民放相互乗り入れ放送も参照

### 地上デジタル放送
地上デジタル放送は岡山・香川両県では2006年12月1日に開始することが決定し、これに先立ち2005年11月15日には総務省より予備免許が交付された。この地域でのデジタル放送は全国でも最後発の部類となったが、他県との違いは放送開始時から岡山市周辺を放送区域とする金甲山親局と高松市周辺を放送対象区域とする中継局の前田山送信所の2局で同時にデジタル放送が始まったことである。
前年に予備免許を交付されていた各社の中には非公式に試験電波を発射する局もあり、その中でもOHKは先陣を切って2006年8月26日に映像・音声を試験電波にのせた。公式な試験電波の発射は同年10月2日（前田山送信所は9月19日から）から全社一斉に行われたが、これらの試験放送は映像・音声が送信されていたとしても、受信するチューナーではスキャンしてもスルーされて放送局として登録されないため、直に物理チャンネルを指定しないと見ることは出来ないものであった。
これに加えて全社10月12日からは試験電波に放送局IDが付与されて試験放送に切り替えられ、一般のデジタルチューナーでも本放送と同様のチャンネル登録が出来るようになった。この試験放送は原則アナログ放送とのサイマル放送であったが、RSKは16日まで、TSCは11月19日までフィラーの繰り返しによるものであった。その後11月22日に四国総合通信局から、11月30日には中国総合通信局から無線局免許状が交付され、12月1日に本放送を開始した。
この金甲山及び前田山からの本放送開始により岡山・香川両県で全世帯の74%にあたる約78万4,000世帯でデジタル放送が視聴可能になった。

### 備考
上述の経緯からRNCは「金甲山」を「高松本局」、「前田山」（旧高松本局）は「前田山中継局」としているが、山陽新聞・四国新聞の番組表では他の各局と同じ条件で「金甲山」を「岡山局」、「前田山」は「高松局」扱いとして掲載している。

## 施設
送信所は岡山県南部の児島半島、瀬戸内海と岡山平野を隔てる標高403.4メートルの金甲山山頂に位置する。また金甲山山頂付近を岡山市と玉野市の市境が通っているため、RSK・OHK・RNC・TSCは岡山市側、NHK・KSB・FM岡山は玉野市側にそれぞれ所在する。
RNCとTSC以外は各社個別に鉄塔を建て、デジタル化工事も各社個別に対応した。NHKがほぼ山頂に位置し、RSK・RNC・TSC共用塔、OHK、KSBの順に位置する標高が低くなり、それにつれ送信塔の高さは高くなる。
無線局免許状については設置者に拘わらず岡山県内設置となっているため、北讃岐中継局を含め全て中国総合通信局の管轄となる。従って、NHK岡山放送局と両県民放FM以外の全放送事業者は、中国・四国両総合通信局の監督下に置かれることになる。

### NHK・FM岡山
- 所在地：岡山県玉野市八浜町波知字金甲山1162番地の3[1] 北緯34度33分32.83秒 東経133度57分51.14秒

送信塔はアナログ時代に総合テレビ用に建てられた塔とEテレ用に建てられた塔の2塔がある。その後それぞれFM放送やデジタル放送のアンテナが取り付けられていった。2塔のうち、教育テレビ塔の方が限りなく山頂に近い。
総合テレビ塔にはNHK岡山アナログ総合とNHK高松デジタル北讃岐局、Eテレ塔にはNHK岡山デジタル・NHK岡山アナログEテレ・NHK-FM・FM岡山のアンテナが存在する。
送信アンテナはNHK岡山アナログ総合がスーパーターンスタイルアンテナ6段、アナログEテレはかつてスーパーゲインアンテナ6段3面であったがデジタル化工事の際、教育テレビ塔上部にデジタルアンテナを取り付ける都合でスーパーゲインアンテナは撤去され2L双ループ2段4面に変更された。
NHK-FMとFM岡山のアンテナは共用で、スーパーゲインアンテナ3段2面2段1面がEテレ塔の教育テレビアナログの下部に取り付けられている。なお香川県方向には電波を出していないためにアンテナは3面構成である。

### RSK・RNC・TSC
- 所在地

RSK：岡山県岡山市南区郡字甲の峰2515番地 北緯34度33分32.77秒 東経133度57分54.24秒
RNC・TSC：岡山県岡山市南区郡字甲の峰2515番地の3（送信アンテナはRSK敷地内の共用アンテナ） 北緯34度33分32.95秒 東経133度57分55.15秒
1958年にRSKがアナログテレビジョン放送を開局した時には送信塔はRSKの送信所局舎屋上に設置されたが、1983年にRSKの送信所局舎東側にRNC・TSC（当時はまだ開局前で準備工事のみ）の共同送信所局舎が建設された際、RSKの送信所局舎南側駐車スペースにRSK・RNC・TSC3社共同の送信塔が建設され、RSK単独の送信塔は撤去された。
アナログ時代はこの塔にRSK・RNC共用、TSC単独でアンテナを設置していたが、デジタル化工事の際、3社共同送信塔の土台部分とその南側にRSKの送信所局舎が増築され、また、RSKの送信所局舎屋上に新しい塔を建てて、そこにRSK・RNC共用のアナログアンテナを移し、それにより空いた3社共同送信塔にデジタルアンテナを取り付けた。これに伴い、RSK送信所敷地内にアンテナ用鉄塔が2塔設置される形となった。
2011年7月のアナログテレビジョン放送終了時のアナログ放送用送信アンテナは、RSK・RNCアナログ共用がスーパーターンスタイルアンテナ6段、TSCが6L双ループ3段4面であった。
2012年3月にRSK送信所局舎屋上のアナログアンテナ用鉄塔は、RSKのSTL回線用パラボラアンテナが取り付けられている鉄塔下部を残して解体・撤去され、3社共同送信塔の1塔のみとなった。その後RSKラジオFM補完放送中継局工事の際に旧アナログアンテナ鉄塔下部の上にFM補完放送用送信塔が建てられ、ここに双ループアンテナ2段3面の送信アンテナが設置された。
2021年現在は3社共同送信塔とFM補完放送用鉄塔の2塔となっている。
局舎は前述の通り、RSKが送信塔と同じ敷地内に単独で使用し、道路を隔てた敷地外にRNC・TSC共同の局舎がある。

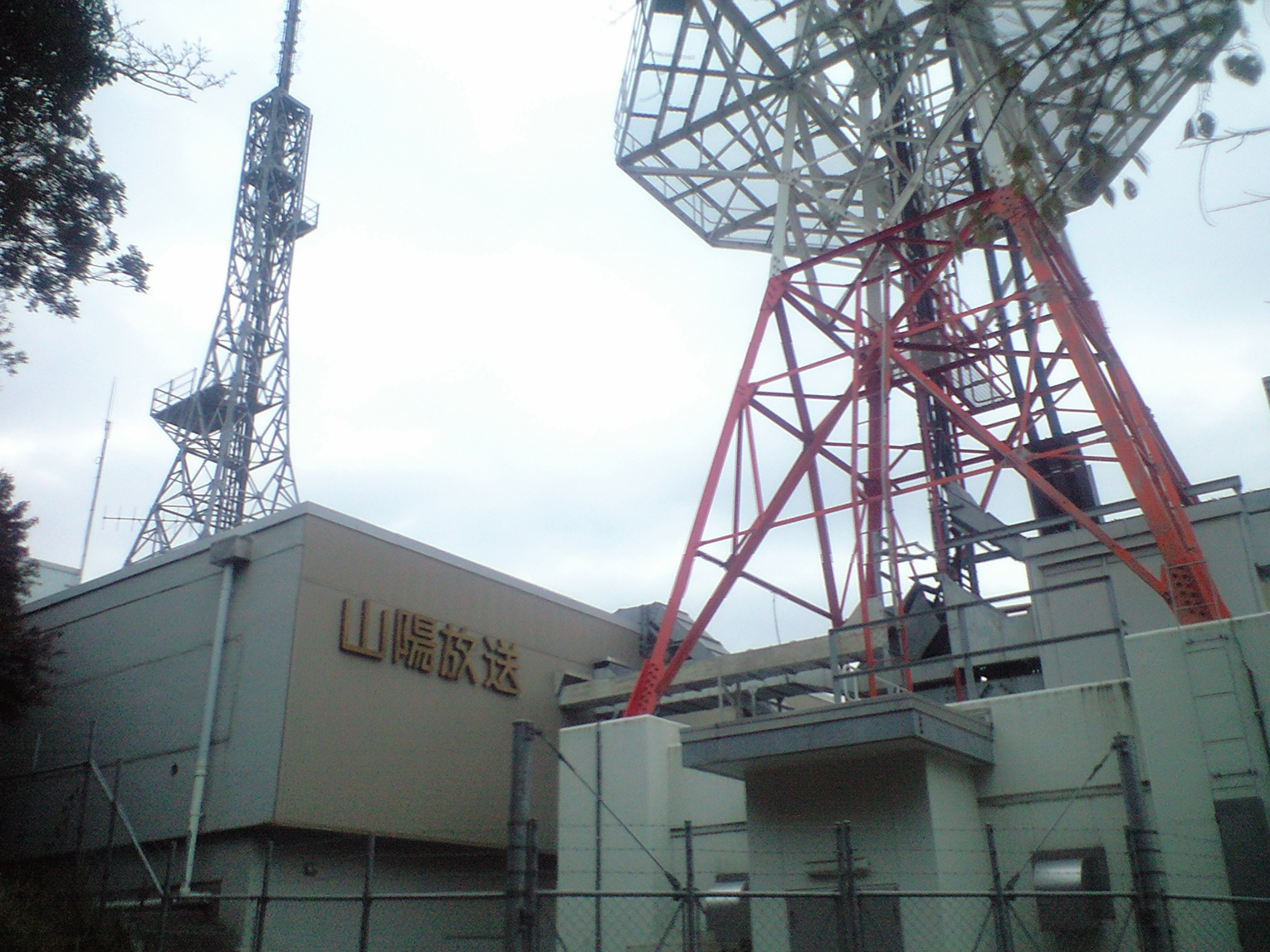
RSK送信所 （2009年11月撮影） 局舎屋上にRSK・RNCのアナログ共用アンテナ、右側に3社共同送信塔の土台部分が見える
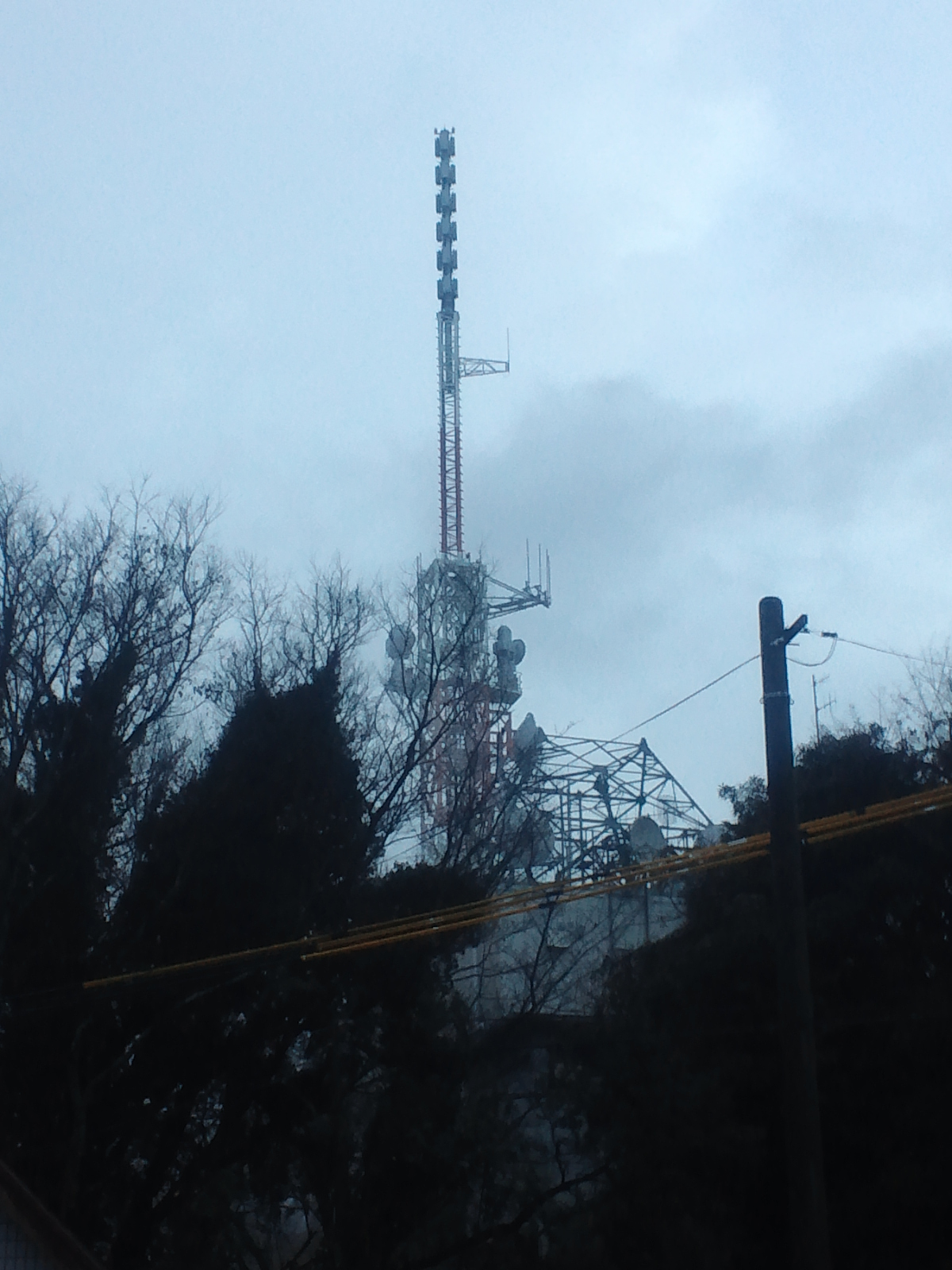
RSK送信所の3社共同送信塔 （2012年12月撮影） 送信塔手前に、旧アナログアンテナ用鉄塔の下部部分が見える。2021年現在はこの上にFM補完放送用送信塔が建てられている。
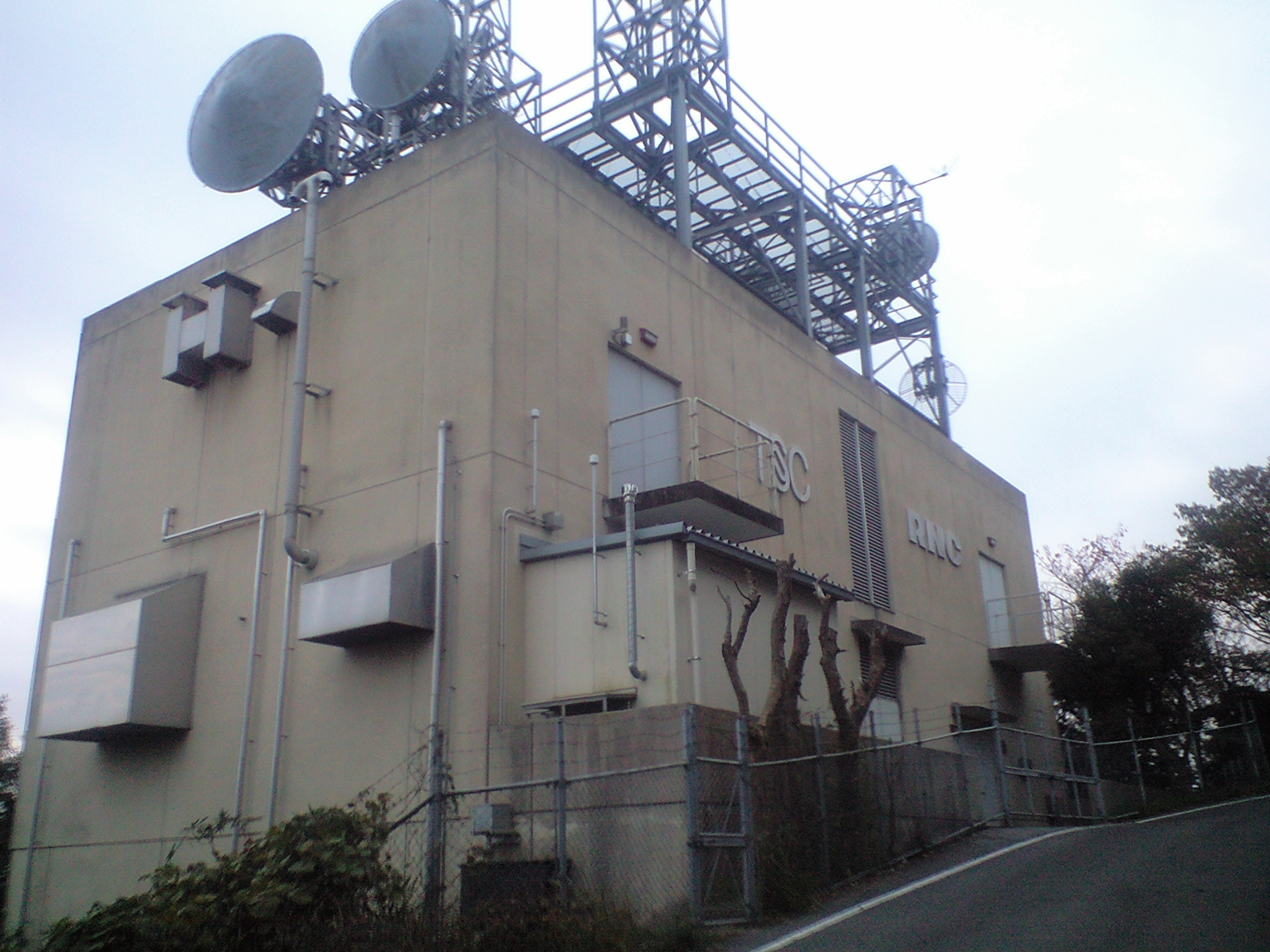
RNC・TSC送信所全景 （2009年11月撮影）

### OHK・Jモバ
- 所在地：岡山県岡山市南区郡字甲の峰2515番地の9[1] 北緯34度33分36.63秒 東経133度57分54.34秒

OHK岡山放送・Jモバ（NOTTV）は局舎・アンテナともに単独で設置している。山頂に位置する他社の鉄塔群とは一線を画し、金甲山スカイラインの山頂駐車場前に位置している。
送信アンテナはアナログ時代が6L双ループ3段4面、デジタル化の際にアナ・デジ共用アンテナに変更された。
2012年にJモバの岡山送信所が本施設内に設置された時に、局舎屋上に放送受け用の衛星パラボラアンテナが、鉄塔中間部に2L双ループ2段4面の送信アンテナが設置された。

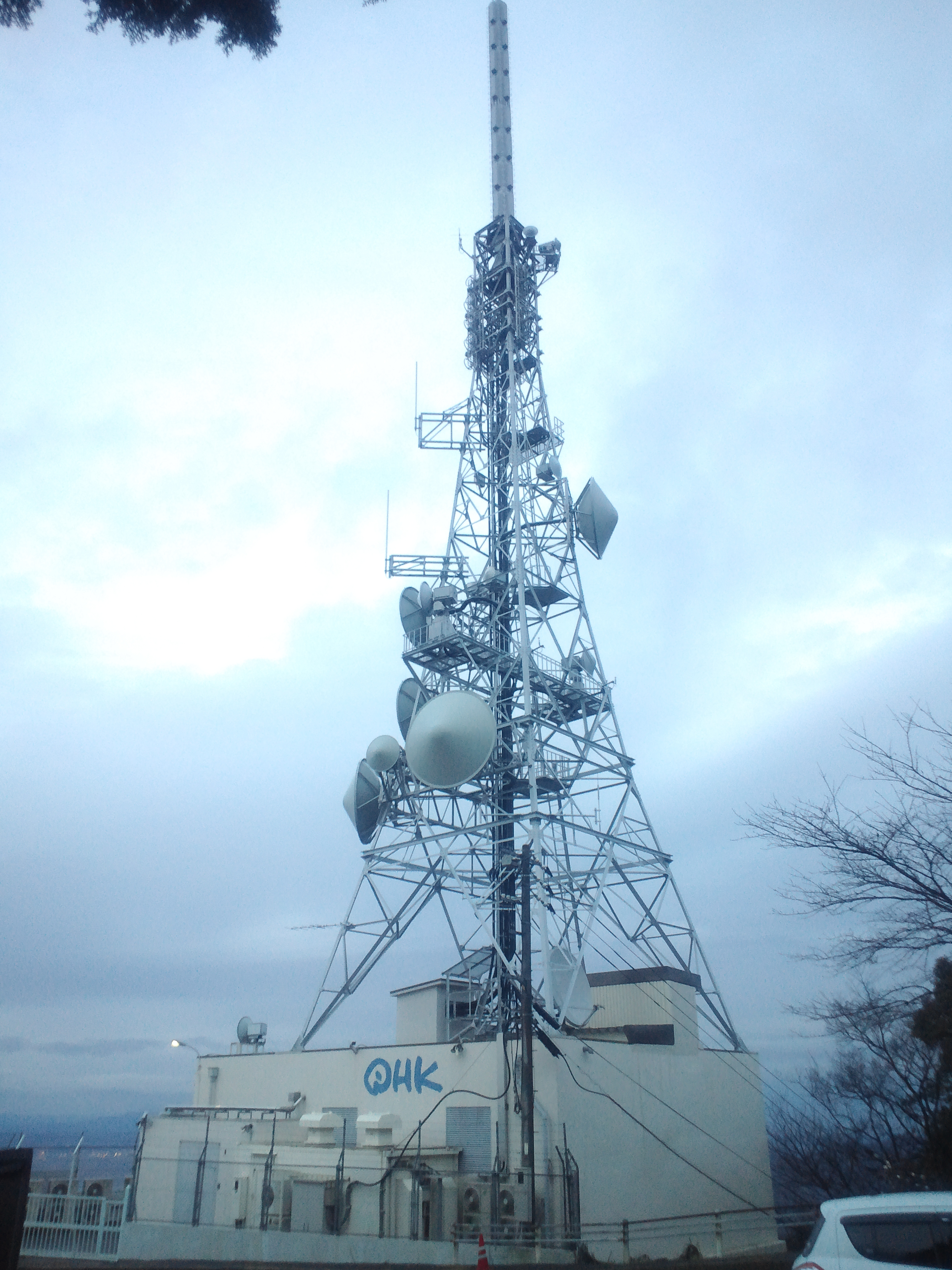
OHK・Jモバ送信所 （2012年12月撮影）
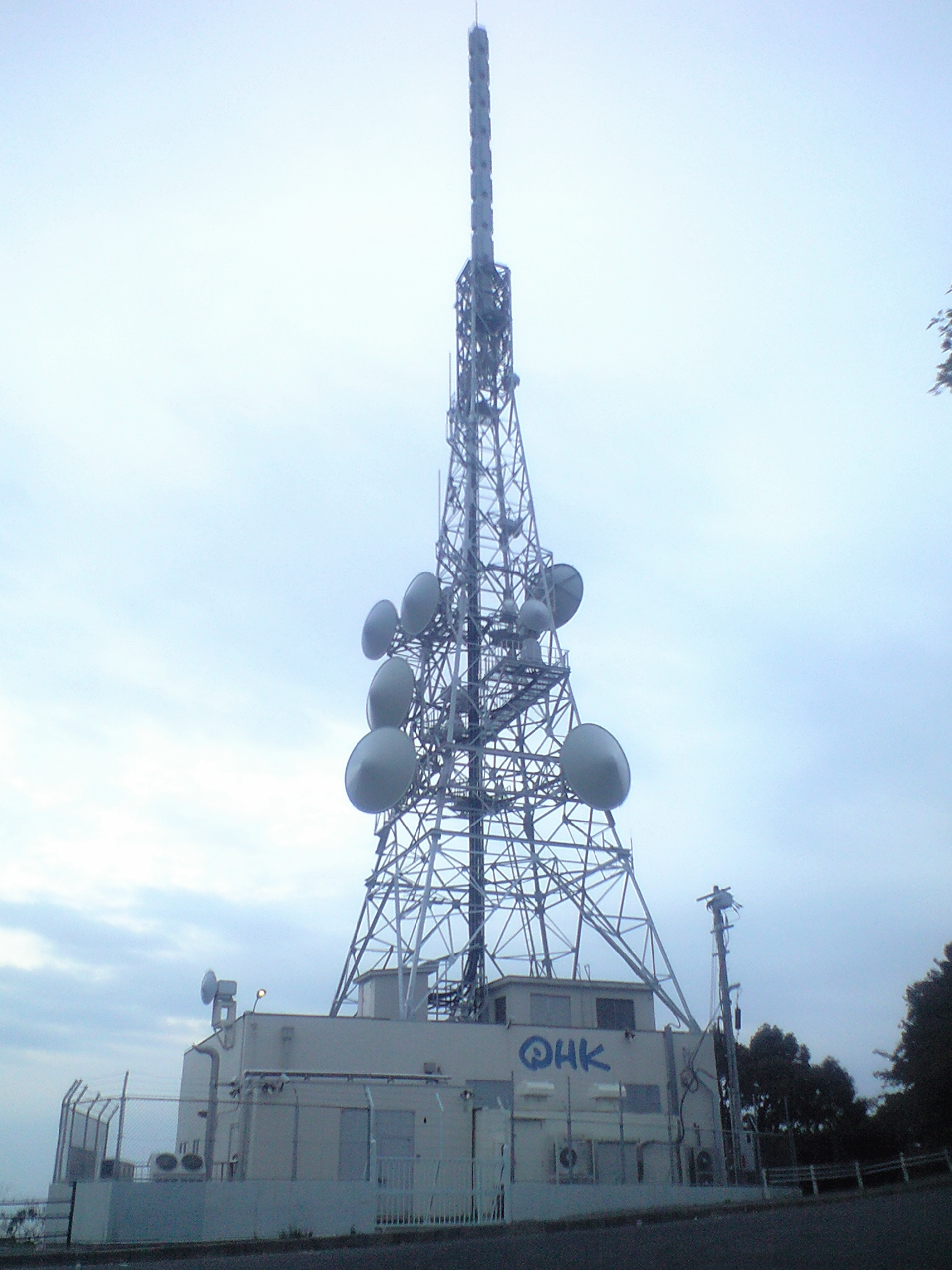
OHK単独送信所時代 （2009年11月撮影）

### KSB
- 所在地：岡山県玉野市八浜町見石426番地の4 北緯34度33分33.02秒 東経133度57分47.18秒

OHKの送信塔とは山頂を挟んで反対の西側に位置し、OHKと同様に局舎・アンテナともに単独で設置している。他社とは違い、アクセス路の入口がフェンスで封鎖されているため送信塔に近づくことは出来ない。
送信アンテナはアナログアンテナが6L双ループ3段4面、デジタル化の際はアナログアンテナの下に胴巻状のデジタルアンテナが追加された。

### 北讃岐中継局
本来、県域放送であるNHK高松を含む、香川県内の電波を受信する権利を持つ香川県沿岸の一部の世帯は、アナログ放送時代に地形の制約上の問題を抱え、金甲山送信所にアンテナを向けて受信していた。そうした世帯が金甲山世帯と言われている。
そのためNHK高松は、デジタル放送に移行するにあたり、金甲山世帯向けに、NHK岡山放送局の金甲山送信所と同じ敷地に「北讃岐中継局」を設置している。

## 地上デジタルテレビジョン放送送信設備
| ID                  | 放送局名                  | コールサイン | 物理チャンネル | 空中線電力 | ERP  | 放送対象地域   | 放送区域内世帯数 |
| ------------------- | ------------------------- | ------------ | -------------- | ---------- | ---- | -------------- | ---------------- |
| 1                   | NHK岡山総合               | JOKK-DTV     | 32ch           | 2kW        | 24kW | 岡山県         | 57万5544世帯     |
| 2                   | NHK岡山教育               | JOKB-DTV     | 45ch           | 2kW        | 26kW | 全国放送       | 57万5544世帯     |
| 1                   | NHK高松総合北讃岐局       | -            | 24ch           | 200W       | 6kW  | 香川県         | 約20万3000世帯   |
| 2                   | NHK高松教育北讃岐局       | -            | 13ch           | 200W       | 6kW  | 全国放送       | 約20万3000世帯   |
| 4                   | RNC西日本放送高松本局     | JOKF-DTV     | 20ch           | 2kW        | 20kW | 岡山県・香川県 | 74万4984世帯     |
| 5                   | KSB瀬戸内海放送岡山本局   | JOVH-DTV     | 30ch           | 2kW        | 23kW | 岡山県・香川県 | 74万4984世帯     |
| 6                   | RSK山陽放送岡山本局       | JOYR-DTV     | 21ch           | 2kW        | 23kW | 岡山県・香川県 | 74万4984世帯     |
| 7                   | TSCテレビせとうち岡山本局 | JOPH-DTV     | 18ch           | 2kW        | 20kW | 岡山県・香川県 | 74万4984世帯     |
| 8                   | OHK岡山放送岡山本局       | JOOH-DTV     | 27ch           | 2kW        | 24kW | 岡山県・香川県 | 74万4984世帯     |
| ※全局に指向性あり。 |                           |              |                |            |      |                |                  |

## 地上アナログテレビジョン放送送信設備
| ch | 放送局名                  | コールサイン | 空中線電力          | ERP                | 放送対象地域   | 放送区域内世帯数 |
| --- | ------------------------- | ------------ | ------------------- | ------------------ | -------------- | ---------------- |
| 3+ | NHK岡山教育               | JOKB-TV      | 映像10kW/ 音声2.5kW | 映像44kW/音声11kW  | 全国放送       | 約75万世帯       |
| 5+ | NHK岡山総合               | JOKK-TV      | 映像10kW/ 音声2.5kW | 映像68kW/音声17kW  | 岡山県         | 約83万5000世帯   |
| 9 | RNC西日本放送高松本局     | JOKF-TV      | 映像10kW/ 音声2.5kW | 映像60kW/音声15kW  | 岡山県・香川県 | 不明             |
| 11 | RSK山陽放送岡山本局       | JOYR-TV      | 映像10kW/ 音声2.5kW | 映像60kW/音声15kW  | 岡山県・香川県 | 不明             |
| 23+ | TSCテレビせとうち岡山本局 | JOPH-TV      | 映像20kW/ 音声5kW   | 映像280kW/音声69kW | 岡山県・香川県 | 不明             |
| 25 | KSB瀬戸内海放送岡山本局   | JOVH-TV      | 映像20kW/ 音声5kW   | 映像280kW/音声71kW | 岡山県・香川県 | 不明             |
| 35 | OHK岡山放送岡山本局       | JOOH-TV      | 映像20kW/ 音声5kW   | 映像240kW/音声60kW | 岡山県・香川県 | 不明             |
| ※3ch、5ch、23chはオフセット+10kHz局。 ※5ch、9ch、11chは無指向性で、その他は全局指向性あり。 ※RNC旧親局は高松市五色台青峰に設けられており、金甲山に移設する形としたため、チャンネル及び名称はそのまま。 |                           |              |                     |                    |                |                  |

全局2011年（平成23年）7月24日12時を以って通常の番組が終了、同日24時の停波を以って廃局となった。

## FMラジオ放送送信設備
| 周波数（MHz）                   | 放送局名  | コールサイン | 空中線電力 | ERP   | 放送対象地域 | 放送区域内世帯数 |
| ------------------------------- | --------- | ------------ | ---------- | ----- | ------------ | ---------------- |
| 76.8                            | FM岡山    | JOVV-FM      | 1kW        | 2.6kW | 岡山県       | 約35万6000世帯   |
| 88.7                            | NHK岡山FM | JOKK-FM      | 1kW        | 3.7kW | 岡山県       | 約35万6000世帯   |
| 91.4                            | RSK岡山FM | -            | 700W       | 2.5kW | 岡山県       | 約44万世帯       |
| ※全局に岡山県方向への指向性あり |           |              |            |       |              |                  |

## マルチメディア放送送信設備
ジャパン・モバイルキャスティングを基幹会社としスマートフォン向けのマルチメディア放送で、mmbiのNOTTVを2012年5月7日から試験放送開始、同年6月29日に本免許交付、同年7月1日から本放送開始した。
本施設の名称は岡山送信所であるが、放送免許上は東京の親送信所（東京スカイツリー）の中継局の扱いとなっている。
| 周波数（MHz）                        | 放送局名    | 空中線電力 | ERP  | 放送区域             | 放送区域内世帯数 |
| ------------------------------------ | ----------- | ---------- | ---- | -------------------- | ---------------- |
| 214.714286 VHF11chに相当する周波数帯 | Jモバ NOTTV | 12.5kW     | 41kW | 岡山県・香川県の一部 | 81万4524世帯     |

2015年11月、NOTTVは2016年6月30日にサービス終了予定と発表され、同日にサービスを終了し閉局となった。